# Camponotus macrochaeta
Camponotus macrochaeta é uma espécie de inseto do gênero Camponotus, pertencente à família Formicidae.